# Alecrim Futebol Clube
O Alecrim Futebol Clube é um clube brasileiro de futebol com sede em Natal, capital do estado do Rio Grande do Norte, fundado em 15 de agosto de 1915. O clube potiguar é heptacampeão estadual. O Verdão é o terceiro clube potiguar com maior número de participações na Série A, com 3 participações. Ao todo são 11 participações em campeonatos nacionais, sendo as mais recentes a Série D, em 2011, e a Copa do Brasil de Futebol de 2015. Verde e branco são suas cores. Foi fundado em 15 de agosto de 1915 e um dos seus fundadores foi o depois presidente da República, Café Filho, que havia atuado como goleiro na equipe esmeraldina.
Participou da elite do futebol nacional em 1963, 1964 e 1986, sendo o único representante do estado nas três ocasiões, Nas primeiras participações do Verdão, a CBD (Confederação Brasileira de Desportos), atual CBF, ainda denominava o Campeonato Brasileiro de "Taça Brasil". Em 1986, na terceira participação, já era chamado de Brasileiro.

## História

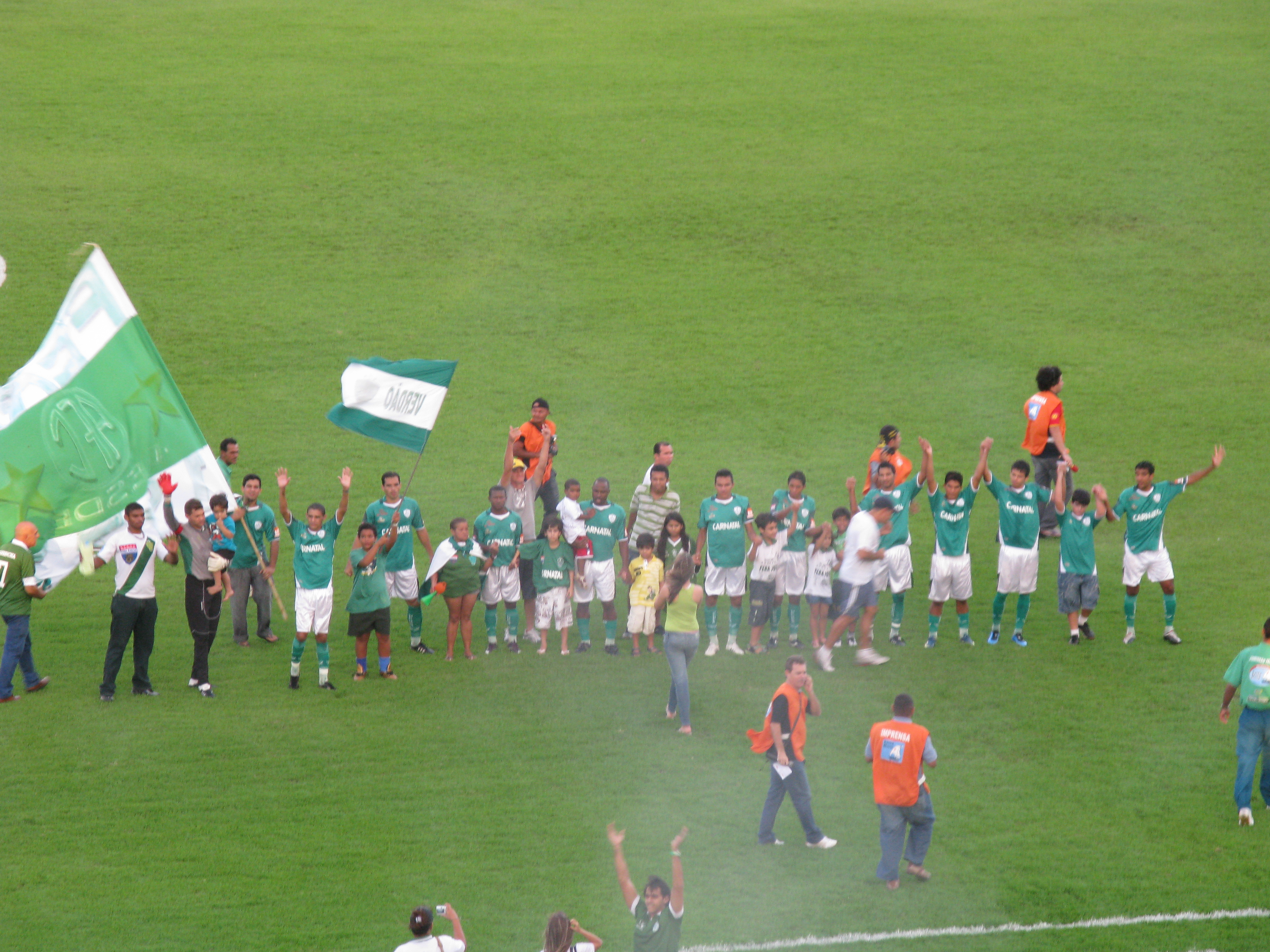
Alecrim Futebol Clube na Série D 2009

### A fundação do Alecrim
No dia 15 de agosto de 1915 um grupo de rapazes formado por Lauro Medeiros, Pedro Dantas, Cel. Solon Andrade, José Firmino, Café Filho (presidente da República e ex-goleiro do Alecrim em 1918 e 1919), Humberto Medeiros, Gentil de Oliveira, José Tinoco, Juvenal Pimentel e Miguel Firmino, em reunião realizada na casa do Cel. Solon Andrade, fundaram no então longínquo bairro do Alecrim, próximo da atual Igreja São Pedro, o Alecrim FC. A ideia inicial que motivou a fundação do clube esmeraldino tinha como objetivo principal ajudar de forma filantrópica as crianças pobres do bairro que lhe deu origem.
O primeiro jogo do Alecrim foi contra o time da Escola de Aprendizes Artífices (atual IFRN), com o Alviverde saindo vencedor.

### Controvérsias sobre a data de fundação
Alguns afirmam que o Alecrim foi fundado em 15 de agosto de 1917. Entretanto, no dia 26 de setembro de 1916, o jornal A República n.º 215 publicava a seguinte notícia na coluna “Várias”: “No bairro do Alecrim, alguns moços fundaram o Alecrim Football Club que manterá uma escola noturna gratuita para o ensino às creanças pobres daquele bairro. Louvamos a iniciativa dos jovens daquela associação, que por esta forma esforçam-se para extinguir o analphabetismo que em grande escala se desenvolve no nosso país (grafia da época).
Apesar desta notícia ter sido publicada em 1916, isto não significa que o Alecrim Futebol Clube tenha sido fundado nesse ano, pois como a cidade do Natal se concentrava praticamente na Ribeira, e o Alecrim – chamado de bairro novo – localizava-se na zona rural de Natal, é possível que a notícia tenha sido publicada com atraso, pois como pesquisador observamos que certas notícias – de acordo com o interesse da imprensa – muitas vezes eram publicadas um ano após o fato.
Recentemente, o historiador Alberto Medeiros durante o desenvolvimento de sua pesquisa sobre a história do clube alecrinense, encontrou na Federação Norte-rio-grandense de Futebol (FNF), papel timbrado da década de quarenta com a data de fundação do Alecrim F.C. de 15 de agosto de 1915.

### Pioneirismo e vanguarda: o verdadeiro clube do povo
Além disso, na época, jogadores e torcedores de ABC e América faziam parte da elite da cidade, enquanto o Alecrim FC era composto basicamente de negros e descendentes de índios, o que os expunham a todo tipo de preconceito, que aliás, era muito comum no início do desenvolvimento do esporte bretão no país.
No Estádio Machadão e na Arena das Dunas, a torcida do Alecrim sempre ficava/fica localizada ao lado esquerdo das cabines de imprensa, sendo o local apelidado carinhosamente pelos torcedores dos coirmãos da capital, ABC e América, em homenagem ao Verdão.

### Década de 1960: sequências de títulos estaduais e participações em campeonatos nacionais
O Alecrim nos anos sessenta era chamado de “o vingador” do futebol do Rio Grande do Norte, pois os times de outros estados quando vinham a Natal ganhavam de ABC e América e perdiam para o esquadrão esmeraldino. Exemplo de força do clube verde nesta década foi o caso do Rampla Juniors, do Uruguai, que numa excursão ao Brasil estava invicto: 0 a 0 com o Americano (RJ); 2 a 1 no Democrata de Governador Valadares (MG); 2 a 0 no Fortaleza (CE); 1 a 1 com o Treze (PB); 2 a 2 com o Náutico de Recife; vindo a perder finalmente para o Alecrim por 1 a 0 com gol do artilheiro Rui.

#### Título estadual de 1968
Em 1968, foi o ano da consagração alecrinense. Na campanha do título estadual invicto, foram 10 jogos, vencendo sete e empatando três. O jogo final foi disputado no dia 10 de julho daquele ano, contra o Ferroviário. O Alecrim venceu por 2 a 0, com gols de Icário e Élson. A equipe era comandada pelo técnico Pedro Teixeira, mais conhecido como "Pedrinho Quarenta", e era formada por: Eliezer, Luizinho, Miro, Cândido e Anchieta, Valdomiro e Pedrinho, Zezé, Elson, Icário e Burunga.

#### Mané Garrincha no Verdão
Bicampeão mundial com a Seleção Brasileira na Copa do Mundo de 1958 e 1962, Garrincha jogou pelo Alecrim em 1968. Foi em um amistoso contra o Sport Recife no Estádio Juvenal Lamartine, no dia 4 de fevereiro de 1968. O jogo foi vencido pela equipe pernambucana por 1 a 0.

### Sede campestre
Os grandes dirigentes, baluartes e abnegados da história do Alecrim foram: Bastos Santana, Severino Lopes, Humberto Medeiros, Cel. Veiga, Cel. Pedro Selva, Clóvis Mota, Eli Moraes de Oliveira, Walter Dore, Brás Nunes, Rubens Massud, Wober Lopes Pinheiro, Gabriel Sucar, Cel. Solon Andrade, além do grande patrono Monsenhor Walfredo Gurgel (nome da atual sede campestre do clube). Foi na gestão do Governador Walfredo Gurgel que foi doado o terreno da Av. Alexandrino de Alencar, posteriormente vendido ao Ministério da Marinha que proporcionou recursos para a compra do terreno da atual sede campestre.
Os dirigentes alviverdes negociaram parte da sede da Av. Alexandrino de Alencar e com o dinheiro de negociação, fundaram a sede campestre do Verdão, em um terreno de 17 hectares na divisa dos munícipios de Parnamirim e Macaíba. Lá, foram construídos além das áreas de lazer, como piscinas, restaurantes, praças para as crianças, um centro de treinamento para o time de futebol profissional. Dois campos oficiais, alojamentos, toda a infraestrutura necessária que um clube necessita. Porém, a sede teve que ser vendida para pagar dívidas trabalhistas do Alviverde.

### Bicampeonato potiguar em 1985 e 1986
Em 1985, o Alecrim não vivia um bom momento no Estadual. Após a perda do primeiro turno, o técnico Ivan Silva deixou o Verdão, que acertou o retorno de Ferdinando Teixeira, velho conhecido da torcida alecrinense. 

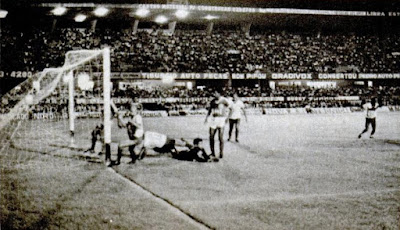
Alecrim campeão estadual em 1985

Liderado pelos veteranos Odilon e Didi Duarte, o Esmeraldino venceu os outros dois turnos restantes do campeonato, indo fazer a grande final com o América. Na decisão, o Verdão ainda teve um gol anulado do volante Edmo Sinedino, porém, na segunda etapa, Freitas e Odilon marcaram, dando números finais à partida: 2 a 0 para o Alecrim e taça na galeria do Periquito após 17 anos de jejum.
Em 1986, manteve a base do elenco campeão em 1985 e, novamente, venceu dois de três turnos, decidindo, dessa vez, a final contra o ABC. A partida terminou empatada sem gols e, como o Verdão jogava pelo empate, garantiu o bicampeonato estadual.

### Acesso à Série C em 2009
O Alecrim subiu para a Série C de 2010 após empatar em 1 a 1 com o Uberaba no Estádio Machadão com gol do atacante Maurício Pantera. A equipe montada pelo empresário João Maria Belmont e comandada pelo técnico Francisco Diá contava com alguns velhos conhecidos do futebol potiguar no elenco, como o lateral Marciano, os meias Leandro Sena e Chapinha, e o próprio Maurício Pantera. O Verdão ficou na terceira posição no campeonato.
Para fazer a grande campanha, o Alviverde foi ajudado financeiramente por empresários do Rio Grande do Norte e contou com o apoio das torcidas de ABC e América, que se juntaram aos torcedores esmeraldinos e empurraram o clube nos jogos no Machadão.

## Campanhas no Campeonato Brasileiro
O Alecrim participou da elite do futebol brasileiro 3 vezes, sendo a última no Campeonato Brasileiro de Futebol de 1986, sendo o último clube do RN que representou o estado na Série A depois do América.

### Campeonato Brasileiro de 1964
|  | Oitavas de final | Oitavas de final | Oitavas de final | Oitavas de final |  |  | Quartas de final | Quartas de final | Quartas de final | Quartas de final |  |  | Semifinais | Semifinais | Semifinais | Semifinais |  |  | Final | Final | Final | Final |
|  | Norte\Nordeste   |                  |                  |                  |  |  |                  |                  |                  |                  |  |  |            |            |            |            |  |  |       |       |       |       |
|  |                  |                  |                  |                  |  |  |                  |                  |                  |                  |  |  |            |            |            |            |  |  |       |       |       |       |
|  | Alecrim          | 2                | 0                |                  |  |  |                  |                  |                  |                  |  |  |            |            |            |            |  |  |       |       |       |       |
|  | Campinense       | 3                | 4                |                  |  |  |                  |                  |                  |                  |  |  |            |            |            |            |  |  |       |       |       |       |
|  | Campinense       | 3                | 4                |                  |  |  |                  |                  |                  |                  |  |  |            |            |            |            |  |  |       |       |       |       |
|  |                  |                  |                  |                  |  |  |                  |                  |                  |                  |  |  |            |            |            |            |  |  |       |       |       |       |
|  |                  |                  |                  |                  |  |  |                  |                  |                  |                  |  |  |            |            |            |            |  |  |       |       |       |       |
|  |                  |                  |                  |                  |  |  |                  |                  |                  |                  |  |  |            |            |            |            |  |  |       |       |       |       |
|  |                  |                  |                  |                  |  |  |                  |                  |                  |                  |  |  |            |            |            |            |  |  |       |       |       |       |
|  |                  |                  |                  |                  |  |  |                  |                  |                  |                  |  |  |            |            |            |            |  |  |       |       |       |       |
|  |                  |                  |                  |                  |  |  |                  |                  |                  |                  |  |  |            |            |            |            |  |  |       |       |       |       |
|  |                  |                  |                  |                  |  |  |                  |                  |                  |                  |  |  |            |            |            |            |  |  |       |       |       |       |
|  |                  |                  |                  |                  |  |  |                  |                  |                  |                  |  |  |            |            |            |            |  |  |       |       |       |       |
|  |                  |                  |                  |                  |  |  |                  |                  |                  |                  |  |  |            |            |            |            |  |  |       |       |       |       |
|  |                  |                  |                  |                  |  |  |                  |                  |                  |                  |  |  |            |            |            |            |  |  |       |       |       |       |
|  |                  |                  |                  |                  |  |  |                  |                  |                  |                  |  |  |            |            |            |            |  |  |       |       |       |       |
|  |                  |                  |                  |                  |  |  |                  |                  |                  |                  |  |  |            |            |            |            |  |  |       |       |       |       |
|  |                  |                  |                  |                  |  |  |                  |                  |                  |                  |  |  |            |            |            |            |  |  |       |       |       |       |
|  |                  |                  |                  |                  |  |  |                  |                  |                  |                  |  |  |            |            |            |            |  |  |       |       |       |       |
|  |                  |                  |                  |                  |  |  |                  |                  |                  |                  |  |  |            |            |            |            |  |  |       |       |       |       |
|  |                  |                  |                  |                  |  |  |                  |                  |                  |                  |  |  |            |            |            |            |  |  |       |       |       |       |
|  |                  |                  |                  |                  |  |  |                  |                  |                  |                  |  |  |            |            |            |            |  |  |       |       |       |       |
|  |                  |                  |                  |                  |  |  |                  |                  |                  |                  |  |  |            |            |            |            |  |  |       |       |       |       |
|  |                  |                  |                  |                  |  |  |                  |                  |                  |                  |  |  |            |            |            |            |  |  |       |       |       |       |
|  |                  |                  |                  |                  |  |  |                  |                  |                  |                  |  |  |            |            |            |            |  |  |       |       |       |       |
|  |                  |                  |                  |                  |  |  |                  |                  |                  |                  |  |  |            |            |            |            |  |  |       |       |       |       |
|  |                  |                  |                  |                  |  |  |                  |                  |                  |                  |  |  |            |            |            |            |  |  |       |       |       |       |
|  |                  |                  |                  |                  |  |  |                  |                  |                  |                  |  |  |            |            |            |            |  |  |       |       |       |       |
|  |                  |                  |                  |                  |  |  |                  |                  |                  |                  |  |  |            |            |            |            |  |  |       |       |       |       |
|  |                  |                  |                  |                  |  |  |                  |                  |                  |                  |  |  |            |            |            |            |  |  |       |       |       |       |
|  |                  |                  |                  |                  |  |  |                  |                  |                  |                  |  |  |            |            |            |            |  |  |       |       |       |       |
|  |                  |                  |                  |                  |  |  |                  |                  |                  |                  |  |  |            |            |            |            |  |  |       |       |       |       |
|  |                  |                  |                  |                  |  |  |                  |                  |                  |                  |  |  |            |            |            |            |  |  |       |       |       |       |
|  |                  |                  |                  |                  |  |  |                  |                  |                  |                  |  |  |            |            |            |            |  |  |       |       |       |       |
|  |                  |                  |                  |                  |  |  |                  |                  |                  |                  |  |  |            |            |            |            |  |  |       |       |       |       |
|  |                  |                  |                  |                  |  |  |                  |                  |                  |                  |  |  |            |            |            |            |  |  |       |       |       |       |
|  |                  |                  |                  |                  |  |  |                  |                  |                  |                  |  |  |            |            |            |            |  |  |       |       |       |       |
|  |                  |                  |                  |                  |  |  |                  |                  |                  |                  |  |  |            |            |            |            |  |  |       |       |       |       |
|  |                  |                  |                  |                  |  |  |                  |                  |                  |                  |  |  |            |            |            |            |  |  |       |       |       |       |
|  |                  |                  |                  |                  |  |  |                  |                  |                  |                  |  |  |            |            |            |            |  |  |       |       |       |       |
|  |                  |                  |                  |                  |  |  |                  |                  |                  |                  |  |  |            |            |            |            |  |  |       |       |       |       |
|  |                  |                  |                  |                  |  |  |                  |                  |                  |                  |  |  |            |            |            |            |  |  |       |       |       |       |
|  |                  |                  |                  |                  |  |  |                  |                  |                  |                  |  |  |            |            |            |            |  |  |       |       |       |       |
|  |                  |                  |                  |                  |  |  |                  |                  |                  |                  |  |  |            |            |            |            |  |  |       |       |       |       |
|  |                  |                  |                  |                  |  |  |                  |                  |                  |                  |  |  |            |            |            |            |  |  |       |       |       |       |
|  |                  |                  |                  |                  |  |  |                  |                  |                  |                  |  |  |            |            |            |            |  |  |       |       |       |       |

### Campeonato Brasileiro de 1965
|  | Oitavas de final | Oitavas de final | Oitavas de final | Oitavas de final |  |  | Quartas de final | Quartas de final | Quartas de final | Quartas de final |  |  | Semifinais | Semifinais | Semifinais | Semifinais |  |  | Final | Final | Final | Final |
|  | Norte\Nordeste   |                  |                  |                  |  |  |                  |                  |                  |                  |  |  |            |            |            |            |  |  |       |       |       |       |
|  |                  |                  |                  |                  |  |  |                  |                  |                  |                  |  |  |            |            |            |            |  |  |       |       |       |       |
|  | Alecrim          | 1                | 1                |                  |  |  |                  |                  |                  |                  |  |  |            |            |            |            |  |  |       |       |       |       |
|  | Campinense       | 4                | 1                |                  |  |  |                  |                  |                  |                  |  |  |            |            |            |            |  |  |       |       |       |       |
|  | Campinense       | 4                | 1                |                  |  |  |                  |                  |                  |                  |  |  |            |            |            |            |  |  |       |       |       |       |
|  |                  |                  |                  |                  |  |  |                  |                  |                  |                  |  |  |            |            |            |            |  |  |       |       |       |       |
|  |                  |                  |                  |                  |  |  |                  |                  |                  |                  |  |  |            |            |            |            |  |  |       |       |       |       |
|  |                  |                  |                  |                  |  |  |                  |                  |                  |                  |  |  |            |            |            |            |  |  |       |       |       |       |
|  |                  |                  |                  |                  |  |  |                  |                  |                  |                  |  |  |            |            |            |            |  |  |       |       |       |       |
|  |                  |                  |                  |                  |  |  |                  |                  |                  |                  |  |  |            |            |            |            |  |  |       |       |       |       |
|  |                  |                  |                  |                  |  |  |                  |                  |                  |                  |  |  |            |            |            |            |  |  |       |       |       |       |
|  |                  |                  |                  |                  |  |  |                  |                  |                  |                  |  |  |            |            |            |            |  |  |       |       |       |       |
|  |                  |                  |                  |                  |  |  |                  |                  |                  |                  |  |  |            |            |            |            |  |  |       |       |       |       |
|  |                  |                  |                  |                  |  |  |                  |                  |                  |                  |  |  |            |            |            |            |  |  |       |       |       |       |
|  |                  |                  |                  |                  |  |  |                  |                  |                  |                  |  |  |            |            |            |            |  |  |       |       |       |       |
|  |                  |                  |                  |                  |  |  |                  |                  |                  |                  |  |  |            |            |            |            |  |  |       |       |       |       |
|  |                  |                  |                  |                  |  |  |                  |                  |                  |                  |  |  |            |            |            |            |  |  |       |       |       |       |
|  |                  |                  |                  |                  |  |  |                  |                  |                  |                  |  |  |            |            |            |            |  |  |       |       |       |       |
|  |                  |                  |                  |                  |  |  |                  |                  |                  |                  |  |  |            |            |            |            |  |  |       |       |       |       |
|  |                  |                  |                  |                  |  |  |                  |                  |                  |                  |  |  |            |            |            |            |  |  |       |       |       |       |
|  |                  |                  |                  |                  |  |  |                  |                  |                  |                  |  |  |            |            |            |            |  |  |       |       |       |       |
|  |                  |                  |                  |                  |  |  |                  |                  |                  |                  |  |  |            |            |            |            |  |  |       |       |       |       |
|  |                  |                  |                  |                  |  |  |                  |                  |                  |                  |  |  |            |            |            |            |  |  |       |       |       |       |
|  |                  |                  |                  |                  |  |  |                  |                  |                  |                  |  |  |            |            |            |            |  |  |       |       |       |       |
|  |                  |                  |                  |                  |  |  |                  |                  |                  |                  |  |  |            |            |            |            |  |  |       |       |       |       |
|  |                  |                  |                  |                  |  |  |                  |                  |                  |                  |  |  |            |            |            |            |  |  |       |       |       |       |
|  |                  |                  |                  |                  |  |  |                  |                  |                  |                  |  |  |            |            |            |            |  |  |       |       |       |       |
|  |                  |                  |                  |                  |  |  |                  |                  |                  |                  |  |  |            |            |            |            |  |  |       |       |       |       |
|  |                  |                  |                  |                  |  |  |                  |                  |                  |                  |  |  |            |            |            |            |  |  |       |       |       |       |
|  |                  |                  |                  |                  |  |  |                  |                  |                  |                  |  |  |            |            |            |            |  |  |       |       |       |       |
|  |                  |                  |                  |                  |  |  |                  |                  |                  |                  |  |  |            |            |            |            |  |  |       |       |       |       |
|  |                  |                  |                  |                  |  |  |                  |                  |                  |                  |  |  |            |            |            |            |  |  |       |       |       |       |
|  |                  |                  |                  |                  |  |  |                  |                  |                  |                  |  |  |            |            |            |            |  |  |       |       |       |       |
|  |                  |                  |                  |                  |  |  |                  |                  |                  |                  |  |  |            |            |            |            |  |  |       |       |       |       |
|  |                  |                  |                  |                  |  |  |                  |                  |                  |                  |  |  |            |            |            |            |  |  |       |       |       |       |
|  |                  |                  |                  |                  |  |  |                  |                  |                  |                  |  |  |            |            |            |            |  |  |       |       |       |       |
|  |                  |                  |                  |                  |  |  |                  |                  |                  |                  |  |  |            |            |            |            |  |  |       |       |       |       |
|  |                  |                  |                  |                  |  |  |                  |                  |                  |                  |  |  |            |            |            |            |  |  |       |       |       |       |
|  |                  |                  |                  |                  |  |  |                  |                  |                  |                  |  |  |            |            |            |            |  |  |       |       |       |       |
|  |                  |                  |                  |                  |  |  |                  |                  |                  |                  |  |  |            |            |            |            |  |  |       |       |       |       |
|  |                  |                  |                  |                  |  |  |                  |                  |                  |                  |  |  |            |            |            |            |  |  |       |       |       |       |
|  |                  |                  |                  |                  |  |  |                  |                  |                  |                  |  |  |            |            |            |            |  |  |       |       |       |       |
|  |                  |                  |                  |                  |  |  |                  |                  |                  |                  |  |  |            |            |            |            |  |  |       |       |       |       |
|  |                  |                  |                  |                  |  |  |                  |                  |                  |                  |  |  |            |            |            |            |  |  |       |       |       |       |
|  |                  |                  |                  |                  |  |  |                  |                  |                  |                  |  |  |            |            |            |            |  |  |       |       |       |       |
|  |                  |                  |                  |                  |  |  |                  |                  |                  |                  |  |  |            |            |            |            |  |  |       |       |       |       |

### Campeonato Brasileiro de 1986
| \| Time \| Time \| P \| J \| V \| E \| D \| GP \| GC \| SG \| \| ---- \| ---------------- \| -- \| -- \| - \| - \| - \| -- \| -- \| --- \| \| 1 \| Atlético Mineiro \| 17 \| 10 \| 7 \| 3 \| 0 \| 18 \| 6 \| 12 \| \| 2 \| Portuguesa \| 12 \| 10 \| 4 \| 4 \| 2 \| 12 \| 12 \| 0 \| \| 3 \| Vitória \| 11 \| 10 \| 2 \| 7 \| 1 \| 12 \| 10 \| 2 \| \| 4 \| Palmeiras \| 10 \| 10 \| 4 \| 2 \| 4 \| 19 \| 10 \| 9 \| \| 5 \| Nacional-AM \| 10 \| 10 \| 3 \| 4 \| 3 \| 10 \| 9 \| 1 \| \| 6 \| CSA \| 10 \| 10 \| 3 \| 4 \| 3 \| 8 \| 7 \| 1 \| \| 7 \| Botafogo \| 10 \| 10 \| 3 \| 4 \| 3 \| 11 \| 11 \| 0 \| \| 8 \| Comercial-MS \| 10 \| 10 \| 3 \| 4 \| 3 \| 9 \| 11 \| -2 \| \| 9 \| Santa Cruz \| 9 \| 10 \| 3 \| 3 \| 4 \| 11 \| 14 \| -3 \| \| 10 \| Fortaleza \| 6 \| 10 \| 2 \| 2 \| 6 \| 7 \| 19 \| -12 \| \| 11 \| Alecrim \| 5 \| 10 \| 1 \| 3 \| 6 \| 7 \| 15 \| -8 \| |                  |    |    |   |   |   |    |    |     |
| Time | Time             | P  | J  | V | E | D | GP | GC | SG  |
| 1 | Atlético Mineiro | 17 | 10 | 7 | 3 | 0 | 18 | 6  | 12  |
| 2 | Portuguesa       | 12 | 10 | 4 | 4 | 2 | 12 | 12 | 0   |
| 3 | Vitória          | 11 | 10 | 2 | 7 | 1 | 12 | 10 | 2   |
| 4 | Palmeiras        | 10 | 10 | 4 | 2 | 4 | 19 | 10 | 9   |
| 5 | Nacional-AM      | 10 | 10 | 3 | 4 | 3 | 10 | 9  | 1   |
| 6 | CSA              | 10 | 10 | 3 | 4 | 3 | 8  | 7  | 1   |
| 7 | Botafogo         | 10 | 10 | 3 | 4 | 3 | 11 | 11 | 0   |
| 8 | Comercial-MS     | 10 | 10 | 3 | 4 | 3 | 9  | 11 | -2  |
| 9 | Santa Cruz       | 9  | 10 | 3 | 3 | 4 | 11 | 14 | -3  |
| 10 | Fortaleza        | 6  | 10 | 2 | 2 | 6 | 7  | 19 | -12 |
| 11 | Alecrim          | 5  | 10 | 1 | 3 | 6 | 7  | 15 | -8  |

|  |                                                                        |
|  | Equipes classificadas para a segunda fase                              |
|  | Equipes classificadas para a segunda fase (vaga independente de grupo) |
|  | Equipes eliminadas                                                     |

## Títulos
Campeão Invicto
| ESTADUAIS | ESTADUAIS                         | ESTADUAIS | ESTADUAIS                                  |
|           | Competição                        | Títulos   | Temporadas                                 |
| --------- | --------------------------------- | --------- | ------------------------------------------ |
|           | Campeonato Potiguar               | 7         | 1924, 1925, 1963, 1964, 1968 , 1985 e 1986 |
|           | Campeonato Potiguar da 2ª Divisão | 1         | 2022                                       |
|           | Torneio Início                    | 4         | 1926, 1961, 1966 e 1972                    |

#### Categorias de base
- Campeonato Potiguar - Sub-20: 2006, 2013 e 2022.
- Campeonato Potiguar - Sub - 17: 2024
- Campeonato Potiguar - Sub-15: 1998 e 2006
- Vice-Campeonato Potiguar - Sub-19: 2016.

## Estatísticas

### Participações
|  | Participações em 2024 |

| Competição          | Competição             | Temporadas | Melhor campanha       | Estreia | Última | P | R |
| Rio Grande do Norte | Campeonato Potiguar    | 84         | Campeão (7 vezes)     | 1924    | 2023   |   | 2 |
| Rio Grande do Norte | 2ª Divisão             | 7          | Campeão (2022)        | 2018    | 2024   | 1 |   |
|                     | Torneio Norte-Nordeste | 2          | Fase de grupos (1968) | 1968    | 1970   |   |   |
| Brasil              | Campeonato Brasileiro  | 3          | 19º colocado (1965)   | 1964    | 1986   | – | – |
| Brasil              | Série B                | 2          | 18º colocado (1972)   | 1972    | 1983   | – | – |
| Brasil              | Série C                | 3          | 17º colocado (2010)   | 1988    | 2010   | 1 | 1 |
| Brasil              | Série D                | 2          | 4º colocado (2009)    | 2009    | 2011   | 1 |   |
| Brasil              | Copa do Brasil         | 1          | 1º fase (2015)        | 2015    | 2015   |   |   |

## Histórico em competições oficiais

### Temporadas
Legenda:
| Rebaixado à Série D Acesso à Série C | Campeão Vice-campeão | Rebaixamento Acesso |

### Retrospecto em competições oficiais
Última atualização: Série D de 2011.
| Competição | Competição            | Temporadas | Títulos | Pts. | J  | V | E | D  | GP | GC |
| ---------- | --------------------- | ---------- | ------- | ---- | -- | - | - | -- | -- | -- |
| Brasil     | Campeonato Brasileiro | 3          | –       | 6    | 14 | 1 | 4 | 9  | 11 | 27 |
| Brasil     | Série B               | 2          | –       | 10   | 13 | 2 | 6 | 5  | 15 | 23 |
| Brasil     | Série C               | 3          | –       | 16   | 20 | 3 | 5 | 12 | 11 | 25 |
| Brasil     | Série D               | 2          | –       | 30   | 22 | 9 | 3 | 10 | 25 | 27 |

 Pts Pontos obtidos, J Jogos, V Vitórias, E Empates, D Derrotas, GP Gols Pró e GC Gols Contra